# Hajja Kabira
Hajja Kabira (arab. حية كبيرة) – miejscowość w Syrii, w muhafazie Aleppo. W 2004 roku liczyła 2622 mieszkańców.